# Bruce Artwick
Bruce Artwick   (Norridge, 1953) és un enginyer informàtic nord-americà conegut principalment per ser el creador de Flight Simulator, un dels primers i més influents programes de simulació de vol per a ordinadors personals.
Graduat en enginyeria elèctrica i informàtica per la Universitat d’Illinois, Artwick va desenvolupar el concepte de simulació de vol com a part de la seva tesi. El 1977, va fundar l’empresa subLOGIC, a través de la qual va comercialitzar el programari inicial de Flight Simulator, que més tard seria adquirit per Microsoft, convertint-se en un dels programes més populars i longeus en el món de la informàtica personal. La seva contribució va establir un punt de referència en la indústria del programari i en el camp de la simulació per ordinador.